# Municipio de Junction (Iowa)
El municipio de Junction (en inglés: Junction Township) es un municipio ubicado en el condado de Greene en el estado estadounidense de Iowa. En el año 2010 tenía una población de 1162 habitantes y una densidad poblacional de 7,57 personas por km².

## Geografía
El municipio de Junction se encuentra ubicado en las coordenadas 42°3′20″N 94°12′52″O / 42.05556, -94.21444. Según la Oficina del Censo de los Estados Unidos, el municipio tiene una superficie total de 153.41 km², de la cual 153,3 km² corresponden a tierra firme y (0,07 %) 0,11 km² es agua.

## Demografía
Según el censo de 2010, había 1162 personas residiendo en el municipio de Junction. La densidad de población era de 7,57 hab./km². De los 1162 habitantes, el municipio de Junction estaba compuesto por el 96,73 % blancos, el 0,95 % eran afroamericanos, el 0,86 % eran amerindios, el 0,52 % eran asiáticos, el 0,43 % eran de otras razas y el 0,52 % eran de una mezcla de razas. Del total de la población el 1,64 % eran hispanos o latinos de cualquier raza.